# Diamond White
Almasi Genevieve Dhakiya Kimetto-Machage conosciuta anche come Diamond White (Detroit, 1º gennaio 1999) è un'attrice, cantante e doppiatrice statunitense, nota per aver interpretato il ruolo di Paris Buckingham nella soap Beautiful (The Bold and the Beautiful).

## Biografia
Diamond White è nata il 1º gennaio 1999 a Detroit, in Michigan (Stati Uniti d'America), da madre Deborah e fin da piccola ha mostrato un'inclinazione per la recitazione e per la musica.

## Carriera

### Dal 2012: carriera musicale e debutto aThe X Factor
Diamond White nel 2012 ha fatto un'audizione per la seconda edizione di The X Factor a San Francisco, in California con la canzone It's a Man's Man's Man's World di James Brown.
Durante la sua partecipazione a The X Factor il suo mentore, Britney Spears, l'ha scelta per competere negli spettacoli dal vivo. Ha eseguito Hey, Soul Sister dei Train, durante il primo spettacolo dal vivo il 31 ottobre 2012. Nell'episodio del 7 novembre, è stata reintegrata nella competizione come jolly, creando una Top 13. Nel secondo spettacolo dal vivo andato in onda quella stessa notte ha nuovamente eseguito I Have Nothing, ricevendo reazioni positive dai giudici e avanzando nella Top 12. Il 28 novembre, ha eseguito I Wanna Dance with Somebody (Who Loves Me) di Whitney Houston ed è stata inserita nella Bottom Two insieme a Vino Alan, dove si è esibita con I Was Here. Poi ha eseguito It's a Man's Man's Man's World di James Brown e Diamonds di Rihanna durante l'episodio del 5 dicembre ed è stato inserito negli ultimi due per la seconda volta insieme ai Fifth Harmony, dove ha eseguito I Hope You Dance per poi essere eliminata per la seconda volta.
Ha eseguito una canzone con Toby Gad (Peace) per la giornata mondiale del rifugiato. Nel maggio 2015, è apparsa in un mashup su YouTube Shut Up and Dance di Walk the Moon e Want to Want Me di Jason Derulo e con l'artista Sam Tsui. Nel giugno dello stesso anno, la White ha annunciato durante uno dei suoi video che stava finendo il suo album di debutto e che presto ne avrebbe pubblicato il primo singolo. Nel settembre 2015, ha pubblicato il suo primo singolo Born Rich con l'EP Pressure. Nell'ottobre dello stesso anno ha anche pubblicato un'altra canzone Lie On The Night, con l'EP che è stato rilasciato nel dicembre 2015.

### Dal 2007: Carriera di recitazione e doppiaggio
Diamond White nel 2007 ha recitato in una produzione con sede a Chicago di The Color Purple che è stata in tournée a livello nazionale. Nel 2010, all'età di undici anni, ha interpretato il ruolo della giovane Nala nel musical Disney The Lion King. Nel marzo 2013 ha avuto un piccolo ruolo nella serie The Big Bang Theory. Nel luglio dello stesso anno è è entrata a far parte del cast della serie di Nickelodeon I fantasmi di casa Hathaway (The Haunted Hathaways), nel ruolo di Sophie. Dal 2013 al 2018 ha doppiato il personaggio di Ruby nella serie animata di Disney Junior Sofia la principessa (Sofia the First).
Nel novembre 2015 ha doppiato il personaggio di Fuli the Cheetah nel film televisivo The Lion Guard - Il ritorno del ruggito e nel 2017 anche nel sequel The Lion Guard: The Rise of Scar. Alla fine del 2016 ha ricoperto il ruolo di Sage nella terza e ultima stagione della serie di Disney Channel Girl Meets World.
Nell'ottobre 2016, ha interpretato il ruolo di Tiffany Simmons nella commedia horror di Tyler Perry Boo! A Madea Halloween. Nell'ottobre 2017 ha ripreso il suo ruolo nel sequel Boo 2! A Madea Halloween. Nel 2018 ha interpretato il ruolo di Piper nel film Rock Steady Row. L'anno successivo, nel 2019, è stata scelta come guest star nell'ultima stagione della serie in onda su Fox Empire, in cui ha ricoperto il ruolo di Lala. Nello stesso anno ha doppiato il personaggio di Babs Byuteman nella serie animata Pinky Malinky.
Nel 2020 è entrata a far parte del cast della soap opera Beautiful (The Bold and the Beautiful), nel ruolo di Paris Buckingham, la sorella del personaggio Zoe Buckingham (interpretata da Kiara Barnes). Rimane nel ruolo fino al 2024. Nel 2023 ha doppiato il personaggio di Lunella Lafayette / Moon Girl nella serie animata Moon Girl and Devil Dinosaur.

## Filmografia

### Attrice

#### Cinema
- Boo! A Madea Halloween, regia di Tyler Perry (2016)
- Boo 2! A Madea Halloween, regia di Tyler Perry (2017)
- F the Prom, regia di Benny Fine (2017)
- Rock Steady Row, regia di Trevor Stevens (2018)
- Free Spirit, regia di Emil Nava (2019)
- No Running, regia di Delmar Washington (2021)

#### Televisione
- The Big Bang Theory – serie TV, 1 episodio (2013)
- I fantasmi di casa Hathaway (The Haunted Hathaways) – serie TV, 10 episodi (2013-2015)
- Sing It! – serie TV, 9 episodi (2016)
- Girl Meets World – serie TV (2016)
- Black-ish – serie TV, 1 episodio (2016)
- Fresh Off the Boat – serie TV, 2 episodi (2017)
- American Koko – serie TV, 3 episodi (2017)
- Code Black – serie TV, 1 episodio (2018)
- Dear White People – serie TV (2018-2019)
- Empire – serie TV, 7 episodi (2019)
- Solve – serie TV, 1 episodio (2020)
- Beautiful (The Bold and the Beautiful) – soap opera (2020-2024)

#### Web TV
- Guidance – web serie, 9 episodi (2016)

#### Video musicali
- Coca-Cola Bottle Song di Pass It On (2015)
- Tastye the Feeling di Sam Tsui, Alyson Stoner, Josh Levi, Alex G, Diamond, & KHS (2016)

### Doppiatrice

#### Cinema
- Phineas e Ferb: Il film - Nella seconda dimensione (Phineas and Ferb the Movie: Across the 2nd Dimension), regia di Dan Povenmire e Robert F. Hughes (2011)
- Emoji - Accendi le emozioni (The Emoji Movie), regia di Tony Leondis (2017)
- Capitan Mutanda - Il film, regia di Rob Letterman e David Soren (2017)
- Gli Incredibili 2 (Incredibles 2), regia di Brad Bird (2018)
- Trolls World Tour, regia di Walt Dohrn e David P. Smith (2020)
- A casa dei Loud: Il film (The Loud House), regia di Dave Needham (2021)
- Cookie & Cream: The Movie (2023)
- Bomberman Fever (2023)

#### Televisione
- Phineas e Ferb (Phineas and Ferb) – serie animata (2010-2014)
- Transformers: Rescue Bots – serie animata (2011-2012, 2014-2016)
- Sofia la principessa (Sofia the First) – serie animata (2013-2018)
- The Lion Guard – serie animata (2016-2019)
- Pinky Malinky – serie animata (2019)
- American Dad! – serie animata (2019)
- Crank Yankers – serie animata (2019-2021)
- Curioso come George (Curious George) – serie animata (2020, 2022)
- Close Enough – serie animata (2020, 2022)
- La ragazza della luna e il dinosauro del diavolo della Marvel (Marvel's Moon Girl and Devil Dinosaur) – serie animata (2023)

#### Cortometraggi
- The Lion Guard - Il ritorno del ruggito (The Lion Guard: Return of the Roar), regia di Howy Parkins (2015)
- The Lion Guard: The Rise of Scar, regia di Howy Parkins (2017)

#### Videogiochi
- Ice Age Village, regia di Lisa Ortiz – video game (2013)
- LEGO Jurassic World, regia di Jon Burton – video game (2015)
- Ice Age Avalanche, regia di Lisa Ortiz – video game (2015)

### Sceneggiatrice

#### Cinema
- I Rock My Tutu, regia di Ben Lee Foster (2013)

## Programmi televisivi
- The X Factor 2 (Fox, 2012) – Concorrente

## Discografia

### Album
- 2020: Tomorrow
- 2021: Summerland

### Singoli
- 2017: Empty Cup
- 2017: Cleopatron (Drunk on Me)
- 2018: Ringtone, feat. Olivia O'Brien
- 2019: Love Songs 4
- 2020: Pretty Brown Skin
- 2020: (F*ck) What I Need
- 2021: Love Song 4
- 2021: Digitally Yours
- 2021: Oh No!
- 2022: Cover My Eyes Remix, feat. OKAYKRISS

## Doppiatrici italiane
Nelle versioni in italiano dei suoi film e delle sue serie TV, Diamond White è stata doppiata da:
- Francesca Zavaglia[39] in Beautiful[40]

## Riconoscimenti
- Behind the Voice Actors Awards
  - 2013: Candidata come Miglior doppiatrice in una serie animata per Transformers: Rescue Bots
  - 2015: Candidata come Miglior doppiatrice femminile di una bambina per la serie animata Transformers: Rescue Bots
  - 2015: Candidata come Miglior doppiatrice in una serie animata per bambini per la serie animata Transformers: Rescue Bots
  - 2016: Candidata come Miglior doppiatrice in uno speciale televisivo per The Lion Guard - Il ritorno del ruggito
  - 2017: Candidata come Miglior doppiatrice in una serie d'animazione per The Lion Guard